# Cricotopus carnosus
Cricotopus carnosus är en tvåvingeart som beskrevs av Jean-Jacques Kieffer 1912. Cricotopus carnosus ingår i släktet Cricotopus och familjen fjädermyggor.
Artens utbredningsområde är Taiwan. Inga underarter finns listade i Catalogue of Life.